# Pfarrhaus Ensfeld

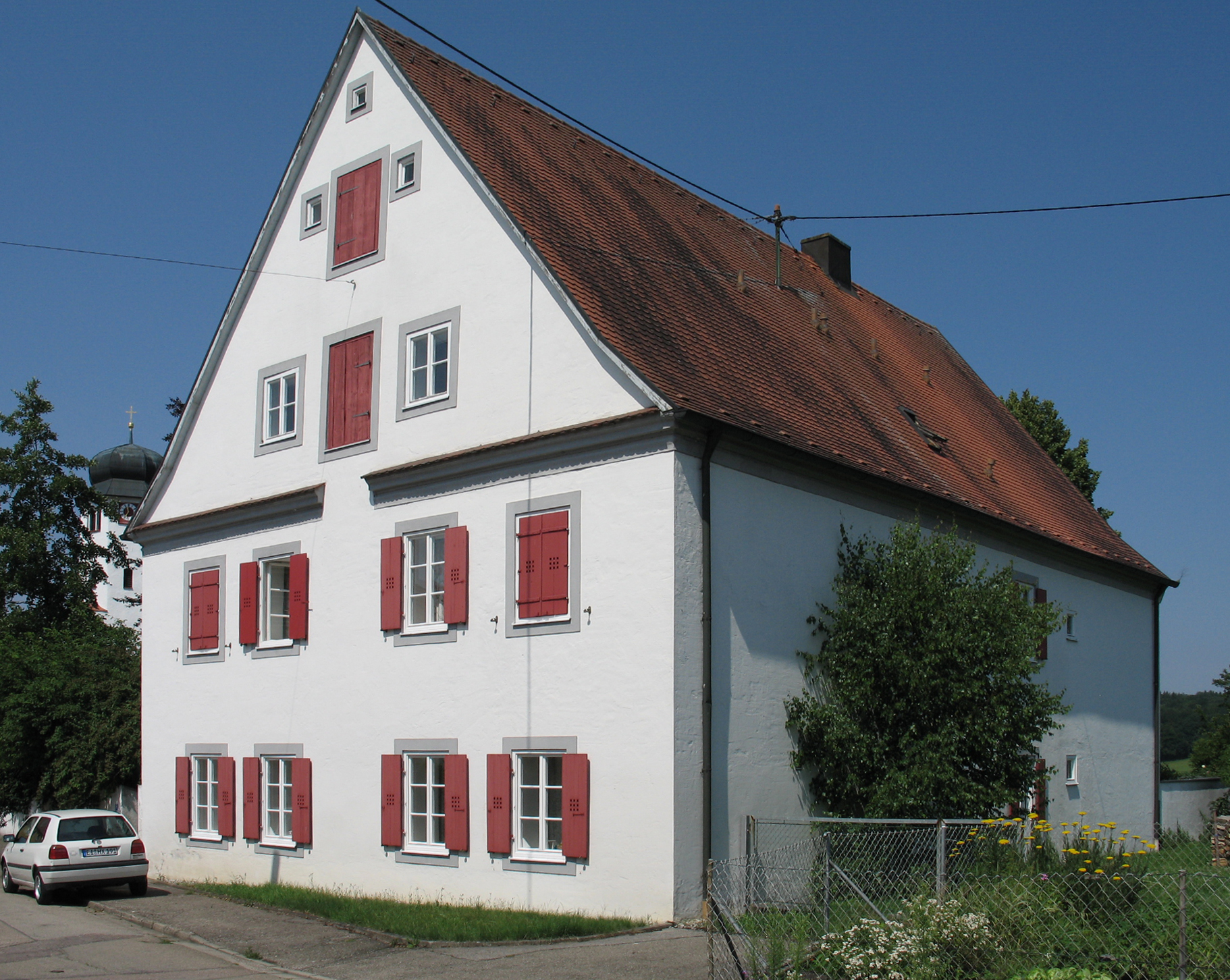
Ehemaliges Pfarrhaus in Ensfeld

Das Pfarrhaus in Ensfeld, einem Gemeindeteil von Mörnsheim im oberbayerischen Landkreis Eichstätt, wurde 1781 errichtet. Das ehemalige Pfarrhaus am Kirchberg 6, neben der katholischen Pfarrkirche St. Johannes der Täufer, ist ein geschütztes Baudenkmal.
Der zweigeschossige Steilsatteldachbau mit vier zu zwei Fensterachsen hat eine Gesimsgliederung und Fensterrahmungen. Im Giebel sind die Ladeluken des zweigeschossigen Daches erhalten.